# Walburgswinden
Walburgswinden ist ein Gemeindeteil des Marktes Dietenhofen im Landkreis Ansbach (Mittelfranken, Bayern). Walburgswinden liegt in der Gemarkung Neudorf.

## Geografie
Die Einöde liegt nördlich der seit dem Mittelalter existierenden Hochstraße, die von Nürnberg nach Rothenburg ob der Tauber führte. Am Ort fließt der Altbach vorbei, der ein linker Zufluss der Bibert ist. Im Süden liegt das Hackenfeld, im Nordosten liegt das Eichholz. Walburgswinden liegt 200 Meter nördlich der Staatsstraße 2245 bei Neudorf.

## Geschichte
Walburgswinden wurde zusammen mit Dietenholz 1333 erstmals urkundlich erwähnt. Der Name bedeutet „zu den Wenden einer Walburg“. Der Ort ist also eine ursprünglich von den Wenden angelegte Siedlung. Die Einöde ist auch als „Scharfrichterhof“ bekannt, da im Mittelalter hier der Scharfrichter wohnte. Das Fachwerkhaus diente bis in die 1990er Jahre als Ausflugsgaststätte.
Gegen Ende des 18. Jahrhunderts gab es in Walburgswinden ein Anwesen. Das Hochgericht übte das brandenburg-bayreuthische Stadtvogteiamt Markt Erlbach aus. Das Anwesen hatte das Kastenamt Dietenhofen als Grundherrn. Unter der preußischen Verwaltung (1792–1806) des Fürstentums Bayreuth erhielt Walburgswinden die Hausnummer 18 des Ortes Neudorf. Von 1797 bis 1810 unterstand der Ort dem Justizamt Markt Erlbach und Kammeramt Neuhof.
1810 kam Walburgswinden an das Königreich Bayern. Im Rahmen des Gemeindeedikts wurde es dem 1811 gebildeten Steuerdistrikt Hirschneuses und der 1813 gebildeten Ruralgemeinde Hirschneuses zugeordnet. Mit dem Zweiten Gemeindeedikt (1818) erfolgte die Umgemeindung in die neu gebildete Ruralgemeinde Neudorf. Am 1. Januar 1972 wurde diese im Zuge der Gebietsreform in Bayern in den Markt Dietenhofen eingegliedert.

### Baudenkmal
- Haus Nr. 18: ehemaliges Wohnstallhaus[9]

### Einwohnerentwicklung
| Jahr      | 001818 | 001840 | 001861 | 001871 | 001885 | 001900 | 001925 | 001950 | 001961 | 001970 | 001987 | 002005 | 002013 |
| Einwohner | 6      | 8      | 6      | 9      | 5      | 4      | 3      | 5      | 4      | 5      | 2      | 2      | 3      |
| Häuser    | 1      | 1      |        |        | 1      | 1      | 1      | 1      | 1      |        | 1      |        |        |
| Quelle    | [ 11 ] | [ 12 ] | [ 13 ] | [ 14 ] | [ 15 ] | [ 16 ] | [ 17 ] | [ 18 ] | [ 19 ] | [ 20 ] | [ 21 ] | [ 22 ] | [ 1 ]  |

## Religion
Der Ort ist seit der Reformation evangelisch-lutherisch geprägt und nach St. Andreas (Dietenhofen) gepfarrt. Die Einwohner römisch-katholischer Konfession sind nach St. Michael (Wilhermsdorf) gepfarrt.